# Mitromica gallegoi
Mitromica gallegoi is een slakkensoort uit de familie van de Costellariidae. De wetenschappelijke naam van de soort is voor het eerst geldig gepubliceerd in 2010 door Rolán, Fernández-Garcés & Lee.